# 편 (성씨)
편(片)씨는 중국과 한국의 성씨이다. 2015년 기준으로 대한민국에 16,689명이 살고 있다.